# جيف بروبست
جيف بروبست (بالإنجليزية: Jeff Probst)‏ هو مقدم تلفزيوني ومخرج أمريكي، ولد في 4 نوفمبر 1961 في ويتشيتا في الولايات المتحدة.

## وصلات خارجية
- الموقع الرسمي
- جيف بروبست على موقع IMDb (الإنجليزية)
- جيف بروبست على موقع ألو سيني (الفرنسية)
- جيف بروبست على موقع أول موفي (الإنجليزية)
- جيف بروبست على موقع قاعدة بيانات الأفلام السويدية (السويدية)
- جيف بروبست على موقع إن إن دي بي (الإنجليزية)
- جيف بروبست على موقع قاعدة بيانات الفيلم (الإنجليزية)
- جيف بروبست على موقع كينوبويسك (الروسية)